# Lew Iwanowitsch Iwanow

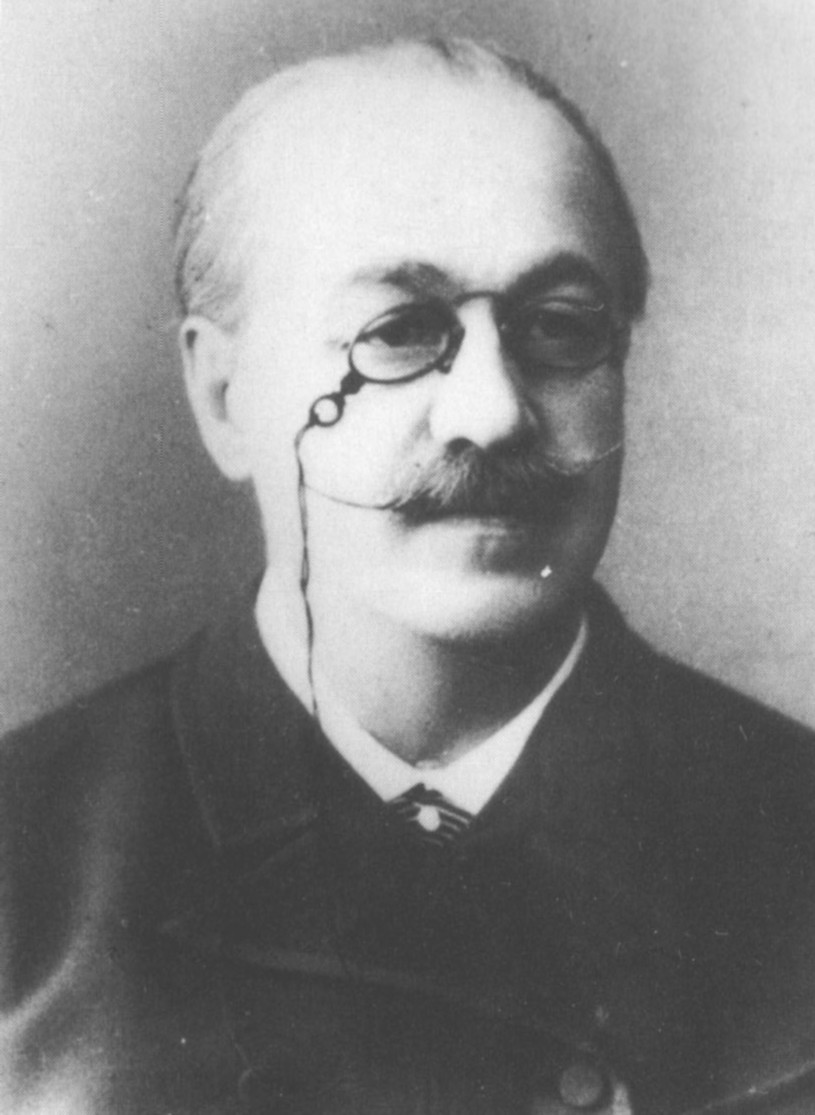
Lew Iwanow, um 1885

Lew (Iwanowitsch) Iwanow (russisch Лев Иванович Иванов; international: Lev Ivanov; * 18. Februarjul. / 2. März 1834greg. in Moskau; † 11. Dezemberjul. / 24. Dezember 1901greg. in Sankt Petersburg) war ein russischer Tänzer, Lehrer, Choreograf und Ballettmeister.

## Wirken
Er begann seine Ausbildung zum Tänzer in seiner Heimatstadt Moskau und studierte später an der Kaiserlichen Theaterschule in Sankt Petersburg. Sein Debüt im kaiserlichen Theater hatte er 1850 noch vor seinem Abschluss im Jahr 1852.

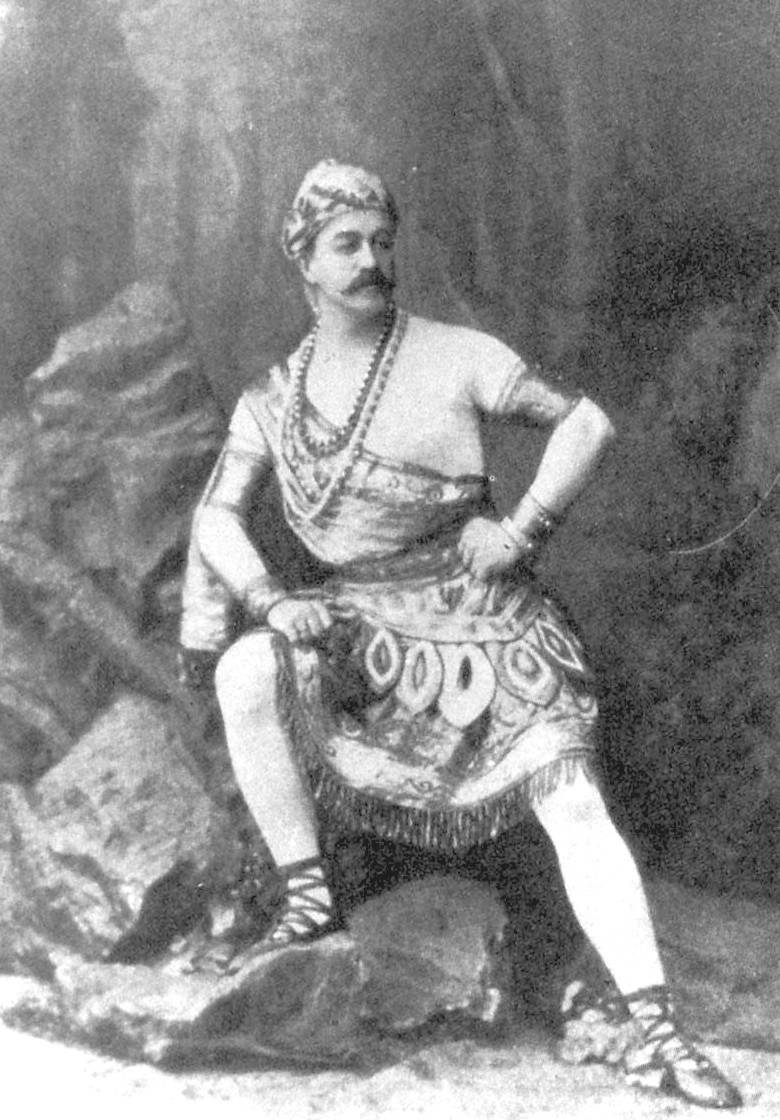
Lew Iwanow als Solor in La Bayadère, Sankt Petersburg, 1877

Er soll ein ungewöhnlich musikalischer Tänzer gewesen sein, sowohl im klassischen wie im Charaktertanz. Ab 1858 erhielt er Hauptrollen und begann auch seine Laufbahn als Pädagoge an der Kaiserlichen Theaterschule; 1869 wurde er zum premier danseur erhoben. Zu seinem Repertoire als Tänzer gehörten unter anderem: der Fischer in La Fille du Pharaon (UA: 1862), Gyges in Le Roi Candaule (UA: 1868), Wilhelm in Trilby (Sankt Petersburg, 1871; neben Adèle Grantzow), Basilio in Don Quixote (Sankt Petersburg, 1871), der Comte de Melun in La Camargo (UA: 1872; neben Adèle Grantzow), Prinz Djalma in Le Papillon (1874), Solor in La Bayadère (UA: 1877; neben Jekaterina Wasem) und Conrad in Le Corsaire (Sankt Petersburg, 1880; mit Eugenia Sokolova).
Iwanow wurde 1882 Regisseur und 1885 zweiter Ballettmeister und Assistent von Marius Petipa am Mariinski-Theater. Seine erste Choreografie war eine Neufassung von Peter Hertels Vertonung für La Fille mal gardée (1885). Sein erstes eigenes Ballett Die Tulpe von Haarlem, zur Musik von Boris von Vietinghoff-Scheel, brachte er 1887 heraus, mit der virtuosen italienischen Ballerina Emma Bessone als Star. Zu seinen kleineren Arbeiten gehörten unter anderem die Polowetzer Tänze für Borodins Oper Prinz Igor (1890).
1892 übernahm Iwanow von dem erkrankten Petipa die Arbeit an Pjotr Iljitsch Tschaikowskis Ballett Der Nussknacker; als besonders typisch für seinen lyrischen Stil gilt der darin enthaltene Schneeflockenwalzer.
Für eine Gala zu Ehren des früh verstorbenen Tschaikowski Anfang 1894 in Sankt Petersburg schuf Iwanow eine neue Choreografie für den zweiten Akt zu dessen Schwanensee (von 1877), deren Erfolg zu einer Neufassung des ganzen Balletts führte, die Iwanow gemeinsam mit Petipa erarbeitete und 1895 ihre Premiere erlebte. Alle späteren Versionen der beiden sogenannten „Weißen Akte“ (der Zweite und Vierte) berufen sich bis heute auf Iwanows Choreografien (allerdings mit vielen Änderungen).
Lew Iwanow schuf auch die Original-Choreografien für Riccardo Drigos Ballette La Forêt enchantée (1887), La Flûte magique (1893) und Le Réveil de Flore (1894, gemeinsam mit Petipa), sowie Neufassungen von Jules Perrots Marcobomba und Arthur Saint-Léons Graziella (beide 1899).
Iwanow starb mitten in der Arbeit an einer Wiederaufnahme zu Delibes’ Ballett Sylvia, die von Pawel Gerdt zu Ende geführt wurde.